# A Dal (2020)
A Dal 2020 egy hatrészes tehetségkutató műsor volt, melynek keretén belül a nézők és a szakmai zsűri kiválasztotta, hogy melyik a legjobb magyar sláger. Az MTVA és a Duna Média először 2019. október 18-án délelőtt tette közzé a pályázati feltételeket és a hivatalos versenyszabályzatot, ami a végleges korrekciókat követően október 25-én lett nyilvánosan közzétéve. A legnagyobb változás a korábbi évekhez képest az volt, hogy a műsor fődíja innentől nem az Eurovíziós Dalfesztiválon való fellépés lehetősége. A versenybe november 30-ig jelentkezhettek az előadók és a zenekarok. A felhívásra 559 pályamű érkezett be a meghosszabbított határidőig.
A verseny győztesei Rácz Gergő és Orsovai Reni lettek, akik a Mostantól című dallal nyerték el a műsor fődíjának számító 75 millió forint összértékű zenei támogatást. Versenydaluk megfelelt volna az Eurovíziós Dalfesztivál szabályainak, hiszen 2019. szeptember 1-je után mutatták be nyilvánosan.

## Előzmények
A 2019-es Eurovíziós Dalfesztivál alatt Bubnó Lőrinc, a magyar delegáció akkori vezetője egy interjú keretein belül elmondta, hogy a csatorna megfontolja a 2012 óta futó válogatóműsor, A Dal nagyobb helyszínen történő lebonyolítását, és elképzelhetőnek tartják, hogy változásokat vezetnek be a műsorba. Ennek ellenére a Médiaszolgáltatás-támogató és Vagyonkezelő Alap hivatalosan nem erősítette meg a részvételét, habár A Dal című műsor keretében nem az eurovíziós indulót tervezték kiválasztani.

### Magyarország visszalépése az Eurovíziós Dalfesztiváltól
Az MTI október 25-én a következő mondatot írta meg A Dal 2020 indulásával kapcsolatos sajtóanyagban, mellyel teljesen bizonytalanná vált a magyar részvétel: a műsor készítői úgy döntöttek, hogy jövőre az Eurovíziós indulás helyett közvetlenül a magyar könnyűzene tehetségeit, az általuk létrehozott értékteremtő produkciókat segítik. 2019. november 13-án hivatalossá vált, hogy Magyarország nem vesz részt a dalfesztiválon. A magyar közmédia döntésével kapcsolatosan számos hazai sajtóorgánum foglalkozott, a TV2 Tények című magazinműsorában beszéltek róla elsőként, miután pedig végleges lett a döntés, több internetes oldal azzal magyarázta a visszalépést, hogy az MTVA számára túl meleggé vált az Eurovíziós Dalfesztivál.
Ezt követően a brit The Guardian is foglalkozott a témával, melynek köszönhetően nemzetközi visszhangot váltott ki a legnagyobb újságoknál. Többek között a The Independent, a Deutsche Welle, a Sky és az SBS is foglalkozott az üggyel. Ennek következményeként az MTVA közleményben reagált az őket ért vádakra, állításuk szerint semmilyen produkció, esemény vagy rendezvény kapcsán nem tartják számon senkinek a szexuális beállítottságát, habár a válogatóműsor kétszeres versenyzője, Petruska András Facebook-oldalán úgy fogalmazott, hogy korábban a műsor készítőivel folytatott beszélgetései során kiderült, hogy az Eurovízió és az MTVA által képviselt értékek nem egyeztethetőek össze.
A dalfesztiváltól való visszalépést követően ez volt az első alkalom, hogy az MTVA megszólalt az ügyben, majd innentől kezdve napi szinten jelentek meg kormányközeli politikai elemzők nyilatkozatai az M1 aktuális csatorna különböző műsoraiban, melyben balliberális csúsztatásnak és a közmédia lejáratásának nevezték az Eurovíziós Dalfesztivállal kapcsolatos írásokat. Mindezek ellenére az MTVA továbbra sem indokolta, hogy miért döntöttek úgy, hogy nem indulnak a megmérettetésen. A magyar könnyűzenei szakma nem ért egyet a közmédia döntésével, Wolf Kati, a 2011-es Eurovíziós Dalfesztivál magyar versenyzője szerint például ez egy hatalmas lehetőség egy előadó számára; ő úgy fogalmazott, hogy el kell indulni a versenyen, nem csak otthon ülni. Mindezen túl az MTVA megszakította a kapcsolatot azon újságírókkal is, akik részben vagy teljes egészében az Eurovíziós Dalfesztivállal foglalkoznak, illetve korábban rendszeresen, akkreditált újságíróként vettek részt az eseményeken. Közülük senkit sem hívtak meg A Dal 2020 sajtótájékoztatójára sem, illetve a megkereséseikre sem reagáltak érdemben, amikor októberben szárnyra kaptak az első hírek a lehetséges visszalépés kapcsán.

## A helyszín
A műsor helyszínéül az előző évekhez hasonlóan az MTVA Kunigunda útjai székházának 600 m2-es egyes stúdiója szolgál, Budapesten.

## A műsorvezetők és a zsűritagok
A kilencedik évadban a műsor házigazdái Rókusfalvy Lili és Freddie lettek. Lili 2007 óta a Jazzy Rádió szerkesztő-műsorvezetője, illetve a Duna és az M2 Petőfi TV műsorvezetője, míg Freddie 2016-ban megnyerte A Dalt, és az Eurovíziós Dalfesztivál döntőjébe bejutva a 19. helyen végzett 108 ponttal. 2017-ben, 2018-ban és 2019-ben Rátonyi Krisztával közösen ő volt a magyar kommentátora az Eurovíziós Dalfesztiválnak. Ezúttal a műsorvezetők munkáját A Dal Kulissza című műsorban Lola és Forró Bence segíti.
A szakmai zsűrit képviseli:
- Apáti Bence: magyar balett-táncos, publicista, Budapesti Operettszínház balettigazgatója
- Nagy Feró: énekes, dalszövegíró, a Beatrice és az Ős-Bikini frontembere, az X-Faktor első három évadának zsűritagja
- Pély Barna: Artisjus-díjas énekes, a United és a B the First frontembere, a Megasztár első három évadának zsűritagja, A Dal 2012, 2013 és 2016 eurovíziós nemzeti dalválasztó show résztvevője
- Vincze Lilla: EMeRTon-díjas énekesnő, szövegíró, a Napoleon Boulevard frontembere, a 2018-as Eurovíziós Dalfesztivál egyik magyar zsűritagja

## A résztvevők
Az MTVA 2019. december 17-én jelentette be az élő műsorsorozatba jutottak névsorát egy sajtótájékoztató keretein belül.
| Előadó                           | Dal                          | Zene és szöveg                                                                               |
| -------------------------------- | ---------------------------- | -------------------------------------------------------------------------------------------- |
| Arany Timi                       | Hurrikán                     | Arany Timi, Juhász Krisztina                                                                 |
| Berkes Olivér                    | Visszakér a múlt             | Szepesi Zsolt, Berkes Olivér, Hujber Szabolcs                                                |
| Diana                            | Menedék                      | Rakonczai Viktor, Szepesi Mátyás                                                             |
| Ember Márk                       | Tovább                       | Ember Márk                                                                                   |
| Fatal Error                      | Néma                         | Balázs Mihály, Joós Bence, Kornyik Botond, Rónai Dávid, Rimóczi Zsolt                        |
| Feng Ya Ou Ferenc                | Légy valaki másnak           | Ferencz Péter, Feng Ya Ou Ferenc                                                             |
| Heincz Gábor Biga                | Máshol járunk                | Heincz Gábor, Szepesi Mátyás                                                                 |
| HolyChicks                       | Pillangóhatás                | Hunyadkürti Éva, Lahucski Krisztina, Seprenyi Zsuzsa, Tiszai Vivien                          |
| Horus x Marcus feat. Fekete Bori | Tiszavirág                   | Kovács Norbert, Nagy Teodóra, Somogyi Péter, Nagy Márk Richárd, Fekete Borbála               |
| Kies                             | Az egyetlen                  | Kiss Milán, Kovács Gergely, Szűcs Ádám, Kaldenekker Ferenc                                   |
| Kóbor Zsóka és Polgár Patrik     | Valamiért                    | Polgár Patrik                                                                                |
| Konyha                           | Csak szavak                  | Szepesi Mátyás, Badics Márk, Haller Dániel, Toldi Miklós                                     |
| Kökény Attila                    | Búcsúznom kell               | Havas Lajos                                                                                  |
| MDC                              | Más világ                    | Bátori Miklós, Siklósi Örs                                                                   |
| Mocsok 1 Kölykök                 | Szerelem                     | Csekő Ádám, Pulius Tamás, Horváth Ádám, Molnár Kristóf                                       |
| Molnár Dániel                    | Ábránd                       | Horváth Tamás, Molnár Dániel                                                                 |
| Muriel                           | Kávés                        | Jobbágy Bence, Méhes Adrián                                                                  |
| NÁGI                             | Freedom – Felszállok a gépre | Nagy Brigitta, Kozma Kata, Sebestyén Áron, Krausz Attila                                     |
| Nagy Bogi                        | Maradok                      | Molnár Ferenc Caramel                                                                        |
| Nene                             | Későre Jár                   | Boda Evelin, Ferencz Péter, Markosi József, Varga Szabolcs Balázs, Vörös Milán, Orsovai Reni |
| Pál Dénes                        | Tudom (Készen állsz)         | Molnár Tamás, Somogyvári Dániel                                                              |
| Patikadomb                       | Rólad                        | Dobos Gábor, Pap Attila, Somogyvári Dániel, Újvári Gyula                                     |
| Rácz Gergő és Orsovai Reni       | Mostantól                    | Bella Máté, Rácz Gergő, Hujber Szabolcs                                                      |
| Takács Nikolas                   | Csendbeszéd                  | Heincz Gábor, Szepesi Mátyás                                                                 |
| Talk2night                       | Veled minden                 | Wagner Emil, Bartók Máté, Vavra Bence András, Kosztyu János                                  |
| Tortuga                          | Mámor tér 3.                 | Dömötör Sándor, Kerle Ákos, Tomku Milán, Hegyi Ábel Bendegúz                                 |
| Turbo                            | Iránytű                      | Delov Jávor Jávorov, Ruthner Gábor, Szatmári György, Tanka Balázs, Vigh Dávid                |
| Varga Szabolcs                   | Pillanat                     | Szűcs Norbert, Varga Szabolcs                                                                |
| Wolf Kati                        | Próbáld még                  | Krajczár Péter, Wolf Kati, Major Eszter                                                      |
| Zaporozsec                       | Találj rám                   | Varga Bence                                                                                  |

Az eurovíziós versenyszabályoknak a harminc résztvevő közül mindössze négy dal nem felelt volna meg, ugyanis 2019. szeptember 1-je előtt jelentek meg. Ezek a következők: HolyChicks – Pillangóhatás,  Kóbor Zsóka és Polgár Patrik – Valamiért, Tortuga – Mámor tér 3. és Wolf Kati – Próbáld még.

## A versenyszabályok változása
Az MTVA és a Duna Média először 2019. október 18-án délelőtt tette közzé a pályázati feltételeket és a hivatalos versenyszabályzatot, ami a végleges korrekciókat követően október 25-én lett nyilvánosan közzétéve. A legnagyobb változás a korábbi évekhez képest, hogy a műsor fődíja innentől nem az Eurovíziós Dalfesztiválon való fellépés lehetősége. A Dalban ezúttal csak magyar nyelvű produkciók szerepelhetnek, valamint a színpadon jelenlévők számát hatról ismét tíz főre emelték. További jelentős változás a pályázati feltételek között, hogy innentől nem az eurovíziós szabályoknak megfelelően szeptember 1-jét követően nyilvánosan megjelent dalokat várják a műsorba, hanem 2019. március 1-je utániakat. Az MTVA nem jelentette be saját felületein, hogy Magyarország visszalép a nemzetközi versenyen való szerepléstől – a hírt az Eurovíziós Dalfesztivál hivatalos oldala írta meg először, amikor közzétette, hogy melyik 41 közszolgálati műsorszolgáltató fog versenyzőt küldeni Rotterdamba.
Az előző négy évadhoz hasonlóan kiosztották A Dal felfedezettje, illetve A legjobb dalszöveg díját is.

## A verseny
A beérkezett 559 dal közül egy tíz tagú előzsűri választotta ki a tehetségkutató verseny résztvevőit. 2019. december 17-én ismertették a közönséggel, hogy melyik az a harminc dal, amelyik bejutott az élő műsorba. Ekkor mutatták be a produkció új logóját is, mely a dal feliratot szimbolizálja egy retósabb tipográfiával írva. A korábbi embléma csak 2019-ben volt használva. A magyar nyelvű dalszövegek mellett ezúttal már nem lehetett angol nyelvűt beküldeni, csak a Magyarország területén élő kisebbségek nyelvén írt pályaműveket fogadta a zsűri. Így összesen tizennégy különböző nyelven is megszólalhattak volna a műsor dalai, melyek az alábbiak: bolgár, cigány, görög, horvát, lengyel, magyar, német, örmény, román, ruszin, szerb, szlovák, szlovén és ukrán. A tehetségkutató műsor zsűrije ismét négyfős lett, melynek tagjai Nagy Feró, Vincze Lilla, Pély Barna és Apáti Bence voltak. Az első válogatóra 2020. február 1-jén került sor, a döntő pedig 2020. március 7-én volt látható a Dunán és a Duna Worldön.
Februárban és márciusban összesen hat show-műsort adtak le. A műsorok során a szakmai zsűri, illetve a közönség szavazata döntött arról, hogy melyik dal kapja a Magyarország legjobb dala címet. Ez volt az első alkalom, hogy a győztes nem kapta meg az Eurovíziós Dalfesztiválon való indulás lehetőségét, sőt Magyarország nem is nevezett indulót a nemzetközi versenyre.
Hetedszer indult el az online akusztik szavazás, ahol a dalok akusztikus verzióira lehetett szavazni adal.hu hivatalos honlapon. Az Akusztikus verziók versenyének nyertese Akusztik koncertlehetőséget kapott a Petőfi Rádió felajánlásában.
A Dal győztes száma lett a 2020-as Petőfi Zenei Díj Az év dala kategória nyertese – a díjat a tehetségkutató műsor döntőjében Lobenwein Norbert adta át.
Az egyes adásokat követően a Dunán A Dal Kulissza címmel indult kísérőműsor.

## Élő adások
A Dal 2020-ban megváltoztak a szavazás szabályai a korábbi évekhez képest. A nézők csak a 10 produkció elhangzása után szavazhattak. Minden produkció után a zsűri 1-től 10-ig pontozta a dalokat, de egy zsűritag egy adásban csak egy produkciónak adhatott 10 pontot. Ha valamelyik adásban előfordult, hogy egy dalra a zsűri maximális 40 pontot adott, akkor az a dal automatikusan, nézői szavazás nélkül továbbjutott a következő fordulóba.
A dalok elhangzása után a nézőknek 10 perce volt szavazni a kedvencükre (egy adásban mindenkinek 25 szavazata van összesen). A szavazás lezárása után a nézők által a legkevesebb szavazatot kapott versenyző automatikusan kiesett, melynek során a zsűri pontjait nem vették figyelembe. Ezután a zsűrinek is van pár perce, hogy megbeszéljék hogy a pontokat figyelembe nem véve ki az, akit ők nem akarnak továbbjuttatni, így az a produkció is távozott automatikusan a versenyből. Ezt követően a nézők 5 percig újra szavazhattak a nyolc bennmaradt dalra. A szavazatokat versenypontokká váltották át, és hozzáadták a zsűri pontjaihoz. A hat legtöbb pontot szerző versenyző továbbjutott a verseny elődöntőibe.
A műsort élőben feliratozzák, mely elérhető a Dunán a teletext 333., míg a Duna World-ön a teletext 555. oldalán.

### Válogatók
Az MTVA a három válogatót 2020. február 1-jén, február 8-án és február 15-én tartotta. A négytagú zsűri közvetlenül a dalok elhangzása után pontozta az egyes dalokat 1-től 10-ig. A műsort élőben közvetítette a Duna, a Duna World, illetve interneten adal.hu. A válogatók után 21:40-től A Dal Kulissza címmel kísérőműsor indult, melyben Lola és Forró Bence beszélgetett a résztvevőkkel.

#### Első válogató
A műsor nyitányaként bemutatták az élő show-ba bejutott harminc versenyző által előadott közös produkciót, az LGT dalát, a Zenevonat című dalt. A versenyprodukciók mellett extra fellépő volt a négy zsűritag, akik az Azok a boldog szép napok című dalt adták elő.
| Első válogató – 2020. február 1. | Első válogató – 2020. február 1. | Első válogató – 2020. február 1.                                                            | Első válogató – 2020. február 1. | Első válogató – 2020. február 1. | Első válogató – 2020. február 1. | Első válogató – 2020. február 1. | Első válogató – 2020. február 1. | Első válogató – 2020. február 1. | Első válogató – 2020. február 1. | Első válogató – 2020. február 1. |
| #                                | Előadó                           | Dal (zene / szöveg)                                                                         | Pontozás                         | Pontozás                         | Pontozás                         | Pontozás                         | Pontozás                         | Pontozás                         | Helyezés                         | Eredmény                         |
| #                                | Előadó                           | Dal (zene / szöveg)                                                                         | Pély Barna                       | Vincze Lilla                     | Nagy Feró                        | Apáti Bence                      | Nézők                            | Σ                                | Helyezés                         | Eredmény                         |
| -------------------------------- | -------------------------------- | ------------------------------------------------------------------------------------------- | -------------------------------- | -------------------------------- | -------------------------------- | -------------------------------- | -------------------------------- | -------------------------------- | -------------------------------- | -------------------------------- |
| 01                               | Talk2Night                       | Veled minden (Wagner Emil, Bartók Máté, Vavra Bence András, Kosztyu János)                  | 8                                | 8                                | 8                                | 8                                | —                                | 32                               | —                                | Kiesett a nézők döntése alapján  |
| 02                               | Varga Szabolcs                   | Pillanat (Szűcs Norbert, Varga Szabolcs)                                                    | 7                                | 8                                | 8                                | 9                                | 15                               | 47                               | 6.                               | Továbbjutott                     |
| 03                               | Horus x Marcus feat. Fekete Bori | Tiszavirág (Kovács Norbert, Nagy Teodóra, Somogyi Péter, Nagy Márk Richárd, Fekete Borbála) | 7                                | 7                                | 9                                | 8                                | 35                               | 66                               | 2.                               | Továbbjutott                     |
| 04                               | Feng Ya Ou Ferenc                | Légy valaki másnak (Ferencz Péter, Feng Ya Ou Ferenc)                                       | 9                                | 8                                | 7                                | 8                                | 10                               | 42                               | 7.                               | Kiesett                          |
| 05                               | HolyChicks                       | Pillangóhatás (Hunyadkürti Éva, Lahucski Krisztina, Seprenyi Zsuzsa, Tiszai Vivien)         | 7                                | 7                                | 7                                | 7                                | 20                               | 48                               | 5.                               | Továbbjutott                     |
| 06                               | Muriel                           | Kávés (Jobbágy Bence, Méhes Adrián)                                                         | 9                                | 10                               | 6                                | 9                                | 5                                | 39                               | 8.                               | Kiesett                          |
| 07                               | Nagy Bogi                        | Maradok (Molnár Ferenc Caramel)                                                             | 9                                | 8                                | 9                                | 8                                | 25                               | 59                               | 4.                               | Továbbjutott                     |
| 08                               | Zaporozsec                       | Találj rám (Varga Bence)                                                                    | 5                                | 7                                | 5                                | 7                                | —                                | 24                               | —                                | Kiesett a zsűri döntése alapján  |
| 09                               | Pál Dénes                        | Készen állsz (Molnár Tamás, Somogyvári Dániel)                                              | 10                               | 9                                | 6                                | 8                                | 30                               | 63                               | 3.                               | Továbbjutott                     |
| 10                               | Fatal Error                      | Néma (Balázs Mihály, Joós Bence, Kornyik Botond, Rónai Dávid, Rimóczi Zsolt)                | 9                                | 9                                | 10                               | 10                               | 40                               | 78                               | 1.                               | Továbbjutott                     |

#### Második válogató
A versenyprodukciók mellett extra fellépő volt Rúzsa Magdi, aki az Érj hozzám című dalt adta elő.
| Második válogató – 2020. február 8. | Második válogató – 2020. február 8. | Második válogató – 2020. február 8.                                                                       | Második válogató – 2020. február 8. | Második válogató – 2020. február 8. | Második válogató – 2020. február 8. | Második válogató – 2020. február 8. | Második válogató – 2020. február 8. | Második válogató – 2020. február 8. | Második válogató – 2020. február 8. | Második válogató – 2020. február 8.  |
| #                                   | Előadó                              | Dal (zene / szöveg)                                                                                       | Pontozás                            | Pontozás                            | Pontozás                            | Pontozás                            | Pontozás                            | Pontozás                            | Helyezés                            | Eredmény                             |
| #                                   | Előadó                              | Dal (zene / szöveg)                                                                                       | Pély Barna                          | Vincze Lilla                        | Nagy Feró                           | Apáti Bence                         | Nézők                               | Σ                                   | Helyezés                            | Eredmény                             |
| ----------------------------------- | ----------------------------------- | --- | ----------------------------------- | ----------------------------------- | ----------------------------------- | ----------------------------------- | ----------------------------------- | ----------------------------------- | ----------------------------------- | ------------------------------------ |
| 11                                  | Konyha                              | Még csak szavak (Szepesi Mátyás, Badics Márk, Haller Dániel, Toldi Miklós)                                | 9                                   | 8                                   | 8                                   | 8                                   | —                                   | 33                                  | 7.                                  | Kiesett                              |
| 12                                  | NÁGI                                | Freedom – Felszállok a gépre (Nagy Brigitta, Kozma Kata, Sebestyén Áron, Krausz Attila)                   | 8                                   | 7                                   | 7                                   | 7                                   | 16                                  | 45                                  | 5.                                  | Továbbjutott                         |
| 13                                  | Kies                                | Az egyetlen (Kiss Milán, Kovács Gergely, Szűcs Ádám, Kaldenekker Ferenc)                                  | 9                                   | 8                                   | 9                                   | 9                                   | 40                                  | 75                                  | 1.                                  | Továbbjutott                         |
| 14                                  | Arany Timi                          | Hurrikán (Arany Timi, Juhász Krisztina)                                                                   | 8                                   | 7                                   | 6                                   | 7                                   | —                                   | 28                                  | —                                   | Kiesett a nézők döntése alapján      |
| 15                                  | Patikadomb                          | Rólad (Dobos Gábor, Pap Attila, Somogyvári Dániel, Újvári Gyula)                                          | 7                                   | 8                                   | 7                                   | 7                                   | —                                   | 29                                  | —                                   | Kiesett a zsűri döntése alapján      |
| 16                                  | Takács Nikolas                      | Csendbeszéd (Heincz Gábor, Szepesi Mátyás)                                                                | 9                                   | 8                                   | 8                                   | 9                                   | 28                                  | 62                                  | 3.                                  | Továbbjutott                         |
| 17                                  | Wolf Kati                           | Próbáld meg (Krajczár Péter, Wolf Kati, Major Eszter)                                                     | 9                                   | 9                                   | 9                                   | 9                                   | 22                                  | 58                                  | 4.                                  | Továbbjutott                         |
| 18                                  | Mocsok 1 Kölykök                    | Szerelem (Csekő Ádám, Pulius Tamás, Horváth Ádám, Molnár Kristóf)                                         | 9                                   | 8                                   | 8                                   | 8                                   | 10                                  | 43                                  | 6.                                  | Kiesett                              |
| 19                                  | Nene                                | Későre jár (Boda Evelyn, Ferencz Péter, Markosi József, Varga Szabolcs Balázs, Vörös Milán, Orsovai Reni) | 10                                  | 10                                  | 10                                  | 10                                  | —                                   | 40                                  | —                                   | Továbbjutott a zsűri döntése alapján |
| 20                                  | Molnár Dániel                       | Ábránd (Horváth Tamás, Molnár Dániel)                                                                     | 8                                   | 9                                   | 8                                   | 8                                   | 34                                  | 67                                  | 2.                                  | Továbbjutott                         |

#### Harmadik válogató
A versenyprodukciók mellett extra fellépő volt Tóth Vera, aki Cserháti Zsuzsa Hamu és gyémánt című dalát adta elő.
| Harmadik válogató – 2020. február 15. | Harmadik válogató – 2020. február 15. | Harmadik válogató – 2020. február 15.                                                   | Harmadik válogató – 2020. február 15. | Harmadik válogató – 2020. február 15. | Harmadik válogató – 2020. február 15. | Harmadik válogató – 2020. február 15. | Harmadik válogató – 2020. február 15. | Harmadik válogató – 2020. február 15. | Harmadik válogató – 2020. február 15. | Harmadik válogató – 2020. február 15. |
| #                                     | Előadó                                | Dal (zene / szöveg)                                                                     | Pontozás                              | Pontozás                              | Pontozás                              | Pontozás                              | Pontozás                              | Pontozás                              | Helyezés                              | Eredmény                              |
| #                                     | Előadó                                | Dal (zene / szöveg)                                                                     | Pély Barna                            | Vincze Lilla                          | Nagy Feró                             | Apáti Bence                           | Nézők                                 | Σ                                     | Helyezés                              | Eredmény                              |
| ------------------------------------- | ------------------------------------- | --------------------------------------------------------------------------------------- | ------------------------------------- | ------------------------------------- | ------------------------------------- | ------------------------------------- | ------------------------------------- | ------------------------------------- | ------------------------------------- | ------------------------------------- |
| 21                                    | Turbo                                 | Iránytű (Delov Jávor Jávorov, Ruthner Gábor, Szatmári György, Tanka Balázs, Vigh Dávid) | 10                                    | 9                                     | 10                                    | 9                                     | 25                                    | 63                                    | 3.                                    | Továbbjutott                          |
| 22                                    | Diana                                 | Menedék (Rakonczai Viktor, Szepesi Mátyás)                                              | 5                                     | 7                                     | 5                                     | 7                                     | —                                     | 24                                    | —                                     | Kiesett a zsűri döntése által         |
| 23                                    | Berkes Olivér                         | Visszakér a múlt (Szepesi Zsolt, Berkes Olivér, Hujber Szabolcs)                        | 7                                     | 8                                     | 6                                     | 7                                     | 15                                    | 44                                    | 6.                                    | Kiesett                               |
| 24                                    | Kóbor Zsóka és Polgár Patrik          | Valamiért (Polgár Patrik)                                                               | 6                                     | 7                                     | 7                                     | 9                                     | 20                                    | 49                                    | 5.                                    | Továbbjutott                          |
| 25                                    | Tortuga                               | Mámor tér 3. (Dömötör Sándor, Kerle Ákos, Tomku Milán, Hegyi Ábel Bendegúz)             | 9                                     | 9                                     | 9                                     | 8                                     | 35                                    | 70                                    | 2.                                    | Továbbjutott                          |
| 26                                    | Kökény Attila                         | Búcsúznom kell (Havas Lajos)                                                            | 8                                     | 8                                     | 9                                     | 9                                     | 10                                    | 44                                    | 6.                                    | Továbbjutott                          |
| 27                                    | Ember Márk                            | Tovább (Ember Márk)                                                                     | 7                                     | 8                                     | 6                                     | 7                                     | 30                                    | 58                                    | 4.                                    | Továbbjutott                          |
| 28                                    | MDC                                   | Más világ (Bátori Miklós, Siklósi Örs)                                                  | 7                                     | 7                                     | 8                                     | 7                                     | —                                     | 29                                    | —                                     | Kiesett a nézők döntése alapján       |
| 29                                    | Heinz Gábor Biga                      | Máshol járunk (Heincz Gábor, Szepesi Mátyás)                                            | 8                                     | 8                                     | 7                                     | 7                                     | 5                                     | 35                                    | 8.                                    | Kiesett                               |
| 30                                    | Rácz Gergő és Orsovai Reni            | Mostantól (Bella Máté, Rácz Gergő, Hujber Szabolcs)                                     | 9                                     | 10                                    | 9                                     | 10                                    | 40                                    | 78                                    | 1.                                    | Továbbjutott                          |

### Elődöntők
Az elődöntőkben minden produkciót akusztikus változatban kellett előadni a versenyzőknek. A nézők csak a 9 produkció elhangzása után szavazhattak. Minden produkció után a zsűri 1-től 10-ig pontozta a dalokat, de egy zsűritag egy adásban csak egy produkciónak adhatott 10 pontot. Ha valamelyik adásban előfordult, hogy egy dalra a zsűri maximális 40 pontot adott, akkor az a dal automatikusan, nézői szavazás nélkül továbbjutott a döntőbe. A dalok elhangzása után a zsűrinél utolsó helyen álló produkció kiesett a versenyből, az első helyen végzett pedig automatikusan továbbjutott a döntőbe. A nézőknek ezt követően 10 perce volt szavazni a kedvencükre (egy adásban mindenkinek 25 szavazata van összesen). A szavazás lezárása után a nézők által a legkevesebb szavazatot kapott versenyző automatikusan kiesett, melynek során a zsűri pontjait nem vették figyelembe. Ezt követően a nézők 5 percig újra szavazhattak a hét bennmaradt dalra. A szavazatokat versenypontokká váltották át, és hozzáadták a zsűri pontjaihoz. A három legtöbb pontot szerző versenyző továbbjutott a verseny döntőjébe.

#### Első elődöntő
A versenyprodukciók mellett extra fellépő volt az 1998-as Eurovíziós Dalfesztivál magyar versenyzője, Charlie, aki a Jég dupla whiskeyvel című dalt adta elő. Az első elődöntőben osztotta ki a zsűri A Dal felfedezettje díjat, melyet a Tortuga együttesnek ítéltek oda.
| Első elődöntő – 2020. február 22. | Első elődöntő – 2020. február 22. | Első elődöntő – 2020. február 22.                                                           | Első elődöntő – 2020. február 22. | Első elődöntő – 2020. február 22. | Első elődöntő – 2020. február 22. | Első elődöntő – 2020. február 22. | Első elődöntő – 2020. február 22. | Első elődöntő – 2020. február 22. | Első elődöntő – 2020. február 22. | Első elődöntő – 2020. február 22.    |
| #                                 | Előadó                            | Dal (zene / szöveg)                                                                         | Pontozás                          | Pontozás                          | Pontozás                          | Pontozás                          | Pontozás                          | Pontozás                          | Helyezés                          | Eredmény                             |
| #                                 | Előadó                            | Dal (zene / szöveg)                                                                         | Pély Barna                        | Vincze Lilla                      | Nagy Feró                         | Apáti Bence                       | Nézők                             | Σ                                 | Helyezés                          | Eredmény                             |
| --------------------------------- | --------------------------------- | ------------------------------------------------------------------------------------------- | --------------------------------- | --------------------------------- | --------------------------------- | --------------------------------- | --------------------------------- | --------------------------------- | --------------------------------- | ------------------------------------ |
| 01                                | Fatal Error                       | Néma (Balázs Mihály, Joós Bence, Kornyik Botond, Rónai Dávid, Rimóczi Zsolt)                | 9                                 | 9                                 | 9                                 | 9                                 | 33                                | 69                                | 2.                                | Továbbjutott                         |
| 02                                | Nagy Bogi                         | Maradok (Molnár Ferenc Caramel)                                                             | 9                                 | 9                                 | 9                                 | 8                                 | 19                                | 54                                | 4.                                | Kiesett                              |
| 03                                | Horus x Marcus feat. Fekete Bori  | Tiszavirág (Kovács Norbert, Nagy Teodóra, Somogyi Péter, Nagy Márk Richárd, Fekete Borbála) | 6                                 | 7                                 | 8                                 | 8                                 | 12                                | 41                                | 5.                                | Kiesett                              |
| 04                                | HolyChicks                        | Pillangóhatás (Hunyadkürti Éva, Lahucski Krisztina, Seprenyi Zsuzsa, Tiszai Vivien)         | 7                                 | 6                                 | 7                                 | 6                                 | —                                 | 26                                | —                                 | Kiesett a zsűri döntése alapján      |
| 05                                | Varga Szabolcs                    | Pillanat (Szűcs Norbert, Varga Szabolcs)                                                    | 7                                 | 7                                 | 8                                 | 8                                 | —                                 | 30                                | —                                 | Kiesett a nézők döntése alapján      |
| 06                                | Rácz Gergő és Orsovai Reni        | Mostantól (Bella Máté, Rácz Gergő, Hujber Szabolcs)                                         | 9                                 | 10                                | 10                                | 10                                | —                                 | 39                                | —                                 | Továbbjutott a zsűri döntése alapján |
| 07                                | Tortuga                           | Mámor tér 3. (Dömötör Sándor, Kerle Ákos, Tomku Milán, Hegyi Ábel Bendegúz)                 | 9                                 | 8                                 | 7                                 | 7                                 | 40                                | 71                                | 1.                                | Továbbjutott                         |
| 08                                | NÁGI                              | Freedom – Felszállok a gépre (Nagy Brigitta, Kozma Kata, Sebestyén Áron, Krausz Attila)     | 8                                 | 8                                 | 7                                 | 7                                 | 5                                 | 35                                | 6.                                | Kiesett                              |
| 09                                | Takács Nikolas                    | Csendbeszéd (Heincz Gábor, Szepesi Mátyás)                                                  | 10                                | 8                                 | 7                                 | 9                                 | 26                                | 60                                | 3.                                | Továbbjutott                         |

#### Második elődöntő
A versenyprodukciók mellett extra fellépő volt Balázs Fecó, aki az Évszakok című dalt adta elő. A második elődöntőben osztotta ki a zsűri A legjobb dalszöveg díjat, melyet Molnár Tamásnak, a Készen állsz című dal szerzőjének ítéltek oda.
| Második elődöntő – 2020. február 29. | Második elődöntő – 2020. február 29. | Második elődöntő – 2020. február 29.                                                                      | Második elődöntő – 2020. február 29. | Második elődöntő – 2020. február 29. | Második elődöntő – 2020. február 29. | Második elődöntő – 2020. február 29. | Második elődöntő – 2020. február 29. | Második elődöntő – 2020. február 29. | Második elődöntő – 2020. február 29. | Második elődöntő – 2020. február 29. |
| #                                    | Előadó                               | Dal (zene / szöveg)                                                                                       | Pontozás                             | Pontozás                             | Pontozás                             | Pontozás                             | Pontozás                             | Pontozás                             | Helyezés                             | Eredmény                             |
| #                                    | Előadó                               | Dal (zene / szöveg)                                                                                       | Pély Barna                           | Vincze Lilla                         | Nagy Feró                            | Apáti Bence                          | Nézők                                | Σ                                    | Helyezés                             | Eredmény                             |
| ------------------------------------ | ------------------------------------ | --- | ------------------------------------ | ------------------------------------ | ------------------------------------ | ------------------------------------ | ------------------------------------ | ------------------------------------ | ------------------------------------ | ------------------------------------ |
| 01                                   | Wolf Kati                            | Próbáld még (Krajczár Péter, Wolf Kati, Major Eszter)                                                     | 9                                    | 9                                    | 9                                    | 9                                    | —                                    | 36                                   | —                                    | Kiesett a nézők döntése alapján      |
| 02                                   | Molnár Dániel                        | Ábránd (Horváth Tamás, Molnár Dániel)                                                                     | 7                                    | 8                                    | 8                                    | 8                                    | 5                                    | 36                                   | 6.                                   | Kiesett                              |
| 03                                   | Kies                                 | Az egyetlen (Kiss Milán, Kovács Gergely, Szűcs Ádám, Kaldenekker Ferenc)                                  | 6                                    | 7                                    | 7                                    | 6                                    | —                                    | 26                                   | —                                    | Kiesett a zsűri döntése alapján      |
| 04                                   | Kóbor Zsóka és Polgár Patrik         | Valamiért (Polgár Patrik)                                                                                 | 6                                    | 6                                    | 6                                    | 9                                    | 33                                   | 60                                   | 2.                                   | Továbbjutott                         |
| 05                                   | Nene                                 | Későre jár (Boda Evelyn, Ferencz Péter, Markosi József, Varga Szabolcs Balázs, Vörös Milán, Orsovai Reni) | 8                                    | 9                                    | 8                                    | 9                                    | 26                                   | 60                                   | 2.                                   | Továbbjutott                         |
| 06                                   | Pál Dénes                            | Készen állsz (Molnár Tamás, Somogyvári Dániel)                                                            | 9                                    | 9                                    | 7                                    | 8                                    | 12                                   | 45                                   | 5.                                   | Kiesett                              |
| 07                                   | Turbo                                | Iránytű (Delov Jávor Jávorov, Ruthner Gábor, Szatmári György, Tanka Balázs, Vigh Dávid)                   | 10                                   | 9                                    | 10                                   | 10                                   | —                                    | 39                                   | —                                    | Továbbjutott a zsűri döntése alapján |
| 08                                   | Ember Márk                           | Tovább (Ember Márk)                                                                                       | 8                                    | 8                                    | 8                                    | 8                                    | 40                                   | 72                                   | 1.                                   | Továbbjutott                         |
| 09                                   | Kökény Attila                        | Búcsúznom kell (Havas Lajos)                                                                              | 9                                    | 8                                    | 9                                    | 9                                    | 19                                   | 54                                   | 4.                                   | Kiesett                              |

### Döntő
A döntőt 2020. március 7-én tartotta az MTVA nyolc előadó részvételével. A végeredmény a nézői szavazás illetve a szakmai zsűri szavazatai alapján alakult ki. A zsűri a dalok elhangzása után csak szóban értékelte a produkciókat. Az összes dal elhangzása után pontozta a produkciókat a zsűri. Az első helyezett 10 pontot kapott, a második 8-at, a harmadik 6-ot, míg a negyedik 4 pontot. A pontozás során a négy legtöbb pontot szerzett dal közül a nézők SMS-ben küldött szavazatokkal választották ki a verseny győztesét. A versenyprodukciók mellett extra fellépő volt Pápai Joci, A Dal 2017 és A Dal 2019 győztese, aki a 2017-es Eurovíziós Dalfesztiválon Kijevben, a 2019-es Eurovíziós Dalfesztiválon pedig Tel-Avivban képviselte Magyarországot. A Dal döntőjében Az én apámat adta elő, valamint fellépett még a Csík zenekar is, akik a Csillag vagy fecske című dalt adták elő. A műsort élőben közvetítette a Duna és a Duna World, illetve interneten az adal.hu. A döntőt követően is 21:40-től indult A Dal Kulissza című kísérőműsor, melyben Lola és Forró Bence beszélgetett a résztvevőkkel.
| #  | Előadó Dal (zene / szöveg)                                                                                | Zsűri    | Zsűri    | Nézők |
| #  | Előadó Dal (zene / szöveg)                                                                                | Pontszám | Eredmény | Nézők |
| -- | --- | -------- | -------- | ----- |
| 01 | Fatal Error                                                                                               | 12       | 5.       | —     |
| 01 | Néma (Balázs Mihály, Joós Bence, Kornyik Botond, Rónai Dávid, Rimóczi Zsolt)                              | 12       | 5.       | —     |
| 02 | Rácz Gergő és Orsovai Reni                                                                                | 32       | 1.       | 1.    |
| 02 | Mostantól (Bella Máté, Rácz Gergő, Hujber Szabolcs)                                                       | 32       | 1.       | 1.    |
| 03 | Ember Márk                                                                                                | 14       | 4.       | 2–4.  |
| 03 | Tovább (Ember Márk)                                                                                       | 14       | 4.       | 2–4.  |
| 04 | Turbo | 30       | 2.       | 2–4.  |
| 04 | Iránytű (Delov Jávor Jávorov, Ruthner Gábor, Szatmári György, Tanka Balázs, Vigh Dávid)                   | 30       | 2.       | 2–4.  |
| 05 | Takács Nikolas                                                                                            | 4        | 6.       | —     |
| 05 | Csendbeszéd (Heincz Gábor, Szepesi Mátyás)                                                                | 4        | 6.       | —     |
| 06 | Tortuga                                                                                                   | 0        | 7.       | —     |
| 06 | Mámor tér 3. (Dömötör Sándor, Kerle Ákos, Tomku Milán, Hegyi Ábel Bendegúz)                               | 0        | 7.       | —     |
| 07 | Kóbor Zsóka és Polgár Patrik                                                                              | 0        | 7.       | —     |
| 07 | Valamiért (Polgár Patrik)                                                                                 | 0        | 7.       | —     |
| 08 | Nene | 20       | 3.       | 2–4.  |
| 08 | Későre jár (Boda Evelyn, Ferencz Péter, Markosi József, Varga Szabolcs Balázs, Vörös Milán, Orsovai Reni) | 20       | 3.       | 2–4.  |

#### Ponttáblázat
| \| Dalok \| Zsűri szavazatok \| Zsűri szavazatok \| Zsűri szavazatok \| Zsűri szavazatok \| Zsűri szavazatok \| \| Dalok \| Σ \| Pély Barna \| Vincze Lilla \| Nagy Feró \| Apáti Bence \| \| ---------------------------------------- \| ---------------- \| ---------------- \| ---------------- \| ---------------- \| ---------------- \| \| Néma (Fatal Error) \| 12 \| \| \| 8 \| 4 \| \| Mostantól (Rácz Gergő és Orsovai Reni) \| 32 \| 8 \| 10 \| 6 \| 8 \| \| Tovább (Ember Márk) \| 14 \| 6 \| 8 \| \| \| \| Iránytű (Turbo) \| 30 \| 10 \| 4 \| 10 \| 6 \| \| Csendbeszéd (Takács Nikolas) \| 4 \| 4 \| \| \| \| \| Mámor tér 3. (Tortuga) \| 0 \| \| \| \| \| \| Valamiért (Kóbor Zsóka és Polgár Patrik) \| 0 \| \| \| \| \| \| Későre jár (Nene) \| 20 \| \| 6 \| 4 \| 10 \| |                  |                  |                  |                  |                  |
| Dalok | Zsűri szavazatok | Zsűri szavazatok | Zsűri szavazatok | Zsűri szavazatok | Zsűri szavazatok |
| Dalok | Σ                | Pély Barna       | Vincze Lilla     | Nagy Feró        | Apáti Bence      |
| Néma (Fatal Error) | 12               |                  |                  | 8                | 4                |
| Mostantól (Rácz Gergő és Orsovai Reni) | 32               | 8                | 10               | 6                | 8                |
| Tovább (Ember Márk) | 14               | 6                | 8                |                  |                  |
| Iránytű (Turbo) | 30               | 10               | 4                | 10               | 6                |
| Csendbeszéd (Takács Nikolas) | 4                | 4                |                  |                  |                  |
| Mámor tér 3. (Tortuga) | 0                |                  |                  |                  |                  |
| Valamiért (Kóbor Zsóka és Polgár Patrik) | 0                |                  |                  |                  |                  |
| Későre jár (Nene) | 20               |                  | 6                | 4                | 10               |

A nézői szavazás alapján A Dalt Rácz Gergő és Orsovai Reni nyerte. A versenydaluk, a Mostantól megfelelt volna az Eurovíziós Dalfesztivál szabályainak, hiszen 2019. szeptember 1-je után mutatták be.

## A Dal 2020 különdíjai
Ötödik éve ítéli oda a szakmai zsűri A Dal felfedezettje, illetve A legjobb dalszöveg díját.
- A Dal 2020 felfedezettje: Tortuga
- A Dal 2020 legjobb dalszövege: Készen állsz, szerző: Molnár Tamás
- A legjobb akusztikus változat: Mostantól, szerzők: Bella Máté, Rácz Gergő és Hujber Szabolcs, előadók: Rácz Gergő és Orsovai Reni

## Visszatérő előadók
Az egyes fordulók neveinek megváltozása miatt a 2013 és 2016 között életben lévő elődöntő–középdöntő–döntő rendszer elnevezése a táblázatban a 2017-ben bevezetett válogató–elődöntő–döntő formátumban olvasható.
| Előadó                                    | Előző év(ek)                              | Előző dal(ok)                                                        | Előző legjobb eredmény(ek)                |
| A Dal eurovíziós nemzeti dalválasztó show | A Dal eurovíziós nemzeti dalválasztó show | A Dal eurovíziós nemzeti dalválasztó show                            | A Dal eurovíziós nemzeti dalválasztó show |
| ----------------------------------------- | ----------------------------------------- | -------------------------------------------------------------------- | ----------------------------------------- |
| Berkes Olivér                             | 2016                                      | Seven Seas (Tóth Andival)                                            | Döntő (=6. hely)                          |
| Berkes Olivér                             | 2017                                      | #háttérzaj (Zävodival)                                               | Döntő (2. hely)                           |
| Berkes Olivér                             | 2019                                      | Világítótorony                                                       | Első válogató (7. hely)                   |
| Diana                                     | 2019                                      | Little Bird                                                          | Második válogató (=7. hely)               |
| Fatal Error                               | 2019                                      | Kulcs                                                                | Döntő (6. hely)                           |
| Feng Ya Ou Ferenc                         | 2016                                      | Free to Fly (a ByTheWay tagjaként)                                   | Második elődöntő (9. hely)                |
| Heincz Gábor Biga                         | 2012                                      | Learning to Let Go                                                   | Döntő (=2. hely)                          |
| Heincz Gábor Biga                         | 2018                                      | Good Vibez                                                           | Döntő (6. hely)                           |
| Kökény Attila                             | 2012                                      | Állítsd meg az időt! (Bencsik Tamarával közösen)                     | Első elődöntő (7. hely)                   |
| Kökény Attila                             | 2018                                      | Életre kel (Szőke Nikolettával és Szakcsi Lakatos Róberttel közösen) | Második elődöntő (6. hely)                |
| Konyha                                    | 2019                                      | Százszor visszajátszott                                              | Első elődöntő (5. hely)                   |
| MDC                                       | 2015                                      | Maniac                                                               | Első válogató (9. hely)                   |
| Mocsok 1 Kölykök                          | 2019                                      | Egyszer                                                              | Második elődöntő (6. hely)                |
| Nagy Bogi                                 | 2019                                      | Holnap                                                               | Döntő (4. hely)                           |
| Nene                                      | 2018                                      | Mese a királyról (Orsovai Reni a Nene tagjaként)                     | Második válogató (7. hely)                |
| Orsovai Reni (Rácz Gergővel közösen)      | 2018                                      | Mese a királyról (Orsovai Reni a Nene tagjaként)                     | Második válogató (7. hely)                |
| Orsovai Reni (Rácz Gergővel közösen)      | 2019                                      | Ide várnak vissza (DENIZ-zel közösen)                                | Első elődöntő (7. hely)                   |
| Pál Dénes                                 | 2013                                      | Szíveddel láss (Agárdi Szilviával közösen)                           | Döntő (=7. hely)                          |
| Pál Dénes                                 | 2014                                      | Brave New World                                                      | Döntő (6. hely)                           |
| Patikadomb                                | 2018                                      | Jó szelet!                                                           | Első válogató (=9. hely)                  |
| Rácz Gergő (Orsovai Renivel közösen)      | 2013                                      | Csak állj mellém                                                     | Döntő (=7. hely)                          |
| Rácz Gergő (Orsovai Renivel közösen)      | 2014                                      | It Can’t Be Over (a Fool Moon tagjaként)                             | Döntő (3. hely)                           |
| Rácz Gergő (Orsovai Renivel közösen)      | 2015                                      | Back 2 Right (a Fool Moon tagjaként)                                 | Harmadik válogató (9. hely)               |
| Vavra Bence (a Talk2Night tagjaként)      | 2016                                      | Free to Fly (a ByTheWay tagjaként)                                   | Második elődöntő (9. hely)                |
| Vavra Bence (a Talk2Night tagjaként)      | 2018                                      | Satellites (Ceasefire X-ként)                                        | Második elődöntő (5. hely)                |
| Vavra Bence (a Talk2Night tagjaként)      | 2019                                      | Szótlanság                                                           | Döntő (3. hely)                           |
| Wolf Kati                                 | 2015                                      | Ne engedj el!                                                        | Döntő (5. hely)                           |
| Korábbi magyar eurovíziós nemzeti döntők  |                                           |                                                                      |                                           |
| Rácz Gergő (Orsovai Renivel közösen)      | 1997                                      | Miért kell, hogy elmenj? (A V.I.P. tagjaként)                        | 1. hely                                   |
| Wolf Kati                                 | 2011                                      | What About My Dreams?                                                | Belső kiválasztás                         |

Először fordult elő, hogy egy előadó két produkcióban is érdekelt volt fellépőként a versenyben: Orsovai Reni bejutott a legjobb 30 közé a Nenével, valamint Rácz Gergővel közösen is. Utóbbi formációban sikerült megnyernie a műsort, előbbivel pedig a legjobb négyben végzett a döntőben. A Dal 2017 zsűrijének a tagja, Caramel 2012-ben vett részt a műsorban Vertigo – Vízió című dalával, ahol a döntőben bejutott a legjobb négy előadó közé, ezúttal viszont Nagy Bogi szerzőjeként vett részt a versenyben. Siklósi Örs 2018-ban nyerte meg a műsort az AWS együttessel, majd az Eurovíziós Dalfesztiválon képviselte Magyarországot Viszlát nyár című dalukkal, mellyel a 21. helyet szerezték meg. Ezúttal az MDC Más világ című dalának szerzőjeként vett részt a tehetségkutató versenyben. Pély Barna, a műsor egyik új zsűritagja 2012-ben részt vett az eurovíziós nemzeti válogatóban a Hangok a szívekért című dalával, melyet Pál Eszterrel és Pál István Szalonnával közösen adott elő. 2013-ban a Uniteddal az elődöntőig jutott, majd 2016-ban a B the First zenekarral sikerült elérnie ugyanezt az eredményt. Továbbá Vincze Lilla a 2018-as Eurovíziós Dalfesztiválon volt a nemzetközi zsűri egyik magyarországi tagja Bolyki Balázs, Karácsony James, Szabó Zé és Szandi mellett, illetve Wolf Kati korábban, 2012-ben már részt vett a műsorban, mint a zsűri egyik tagja, a 2016-os Eurovíziós Dalfesztiválon ő is a nemzetközi zsűri magyarországi tagjaként vett részt a produkciók értékelésében Rakonczai Viktor, Lotfi Begi, Frenreisz Károly és Novák Péter mellett.

## Hivatalos album
A Dal 2020 – A legjobb 30 a közmédia tehetségkutató műsorában elhangzott dalok válogatáslemeze, melyet az MTVA jelentetett meg 2020. március 1-jén. Az album tartalmazta mind a 30 műsorban részt vevő dalt, beleértve azokat is, akik nem jutottak tovább a válogatókból, illetve az elődöntőkből.

## Nézettség
Az egyes adások 19:35-kor kezdődtek, és 21:45-ig tartottak. Másnap hajnalban és délelőtt a Duna World tűzte műsorra az ismétléseket, mely csatorna párhuzamosan közvetítette élőben a teljes műsorfolyamot a nemzeti főadóval. Az Eurovíziós Dalfesztivált helyettesítő gálaműsor Magyarország területéről egyetlen tévécsatornán sem volt látható.
A műsort a televíziós csatornákon túl az interneten is figyelemmel lehetett követni élőben. A Dal 2020 hivatalos honlapja, adal.hu oldal minden adást közvetített.
Jelmagyarázat
     – A Dal 2020 legmagasabb nézettsége
     – A Dal 2020 legalacsonyabb nézettsége
| Adás              | Sugárzás                         | Duna                 | Duna                 | Duna                 | Duna                | Duna                | Duna                | Forrás     |
| Adás              | Sugárzás                         | Teljes lakosság (4+) | Teljes lakosság (4+) | Teljes lakosság (4+) | Célközönség (18–59) | Célközönség (18–59) | Célközönség (18–59) | Forrás     |
| Adás              | Sugárzás                         | AMR                  | Arány (SHR%)         | Heti helyezés        | AMR                 | Arány (SHR%)        | Heti helyezés       | Forrás     |
| A Dal 2020        | A Dal 2020                       | A Dal 2020           | A Dal 2020           | A Dal 2020           | A Dal 2020          | A Dal 2020          | A Dal 2020          | A Dal 2020 |
| ----------------- | -------------------------------- | -------------------- | -------------------- | -------------------- | ------------------- | ------------------- | ------------------- | ---------- |
| Első válogató     | 2020. február 1. szombat, 19:35  | 204 000              | 4,7                  | 30+                  | 26 000              | 1,6                 | 30+                 |            |
| Második válogató  | 2020. február 8. szombat, 19:35  | 211 506              | 5,1                  | 29.                  | 35 000              | 2,5                 | 30+                 |            |
| Harmadik válogató | 2020. február 15. szombat, 19:35 | 242 806              | 5,7                  | 25.                  | 55 000              | 3,6                 | 30+                 |            |
| Első elődöntő     | 2020. február 22. szombat, 19:35 | 233 703              | 2,6                  | 27                   | 37 000              | 2,4                 | 30+                 |            |
| Második elődöntő  | 2020. február 29. szombat, 19:35 | 218 000              | 5                    | 30+                  | 21 000              | 1,4                 | 30+                 |            |
| Döntő             | 2020. március 7. szombat, 19:35  | 271 946              | 6,3                  | 21                   |                     |                     | 30+                 |            |